# Faiança
|  | No s'ha de confondre amb Faiença. |

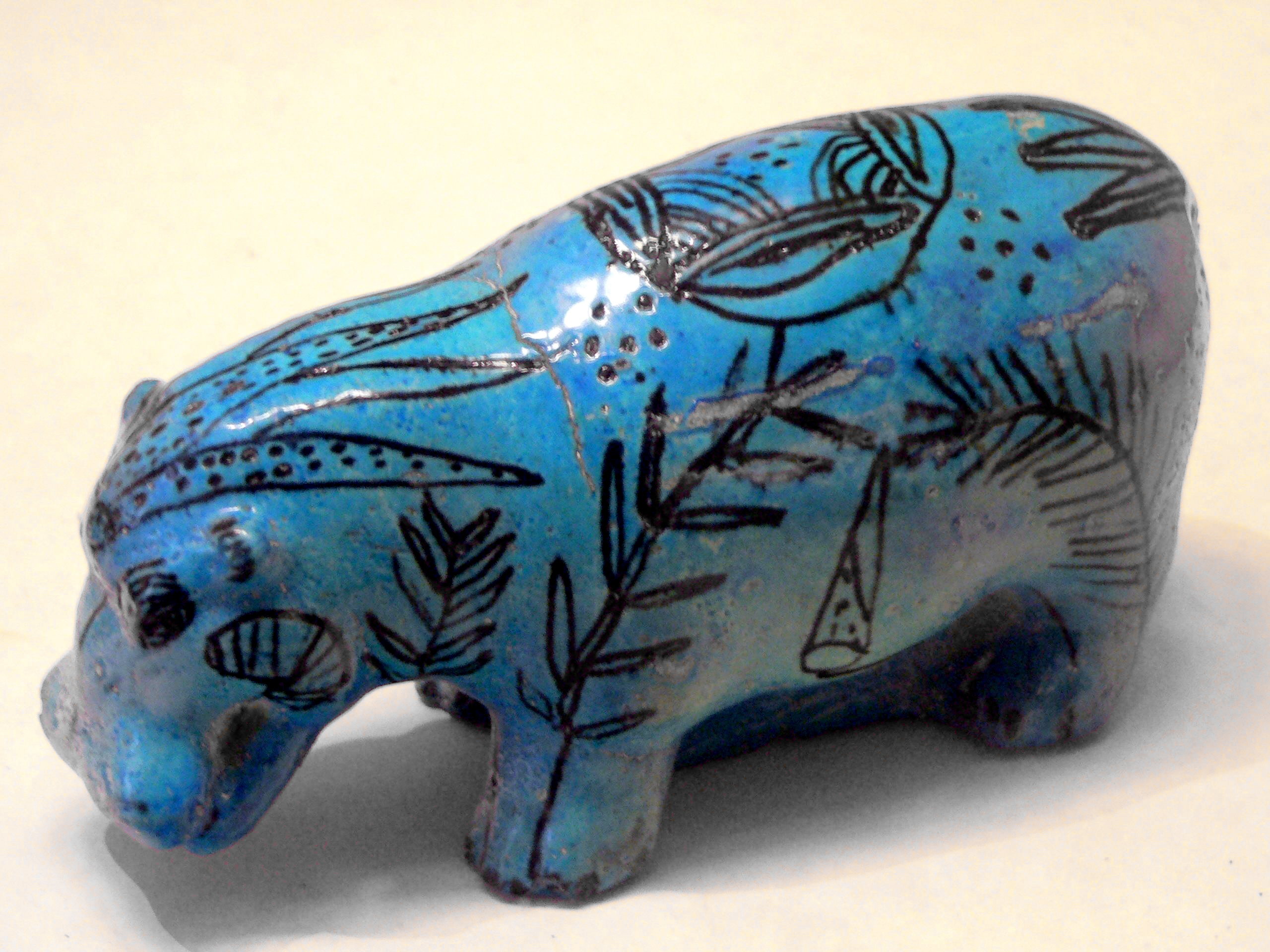
Estàtua d'hipopòtam de faiança. Imperi Mitjà d'Egipte. Louvre

La faiança és un material ceràmic fet d'argila, recobert d'un acabat exterior vitri a base d'estany que li dona un aspecte blanc i brillant característic. La faiança és una de les tècniques més antigues i utilitzades en ceràmica. La faiança és una tècnica molt concreta de la ceràmica que no s'ha de confondre amb la terrissa, un terme genèric, o amb la porcellana, una altra tècnica ceràmica amb cobertura d'esmalt blanc.
Les primeres peces de ceràmica estannífera semblen haver-se produït a l'Iraq cap al segle ix; els fragments més antics es van descobrir durant la Primera Guerra mundial, en el palau de Samarra, al nord de Bagdad. La tècnica fou posteriorment utilitzada a Egipte, on s'han trobat peces de collarets i restes de ceràmica elaborada amb faiança en tombes tan antigues com el període predinàstic d'Egipte, en les cultures Naqada (3500-3200 aC), per passar a Pèrsia i l'Àndalus (estenent-se cap a tot l'estat espanyol) abans d'estendre's cap a Itàlia durant el Renaixement; cap al segle xvi arribà a Holanda i posteriorment a Anglaterra, França i altres països europeus.

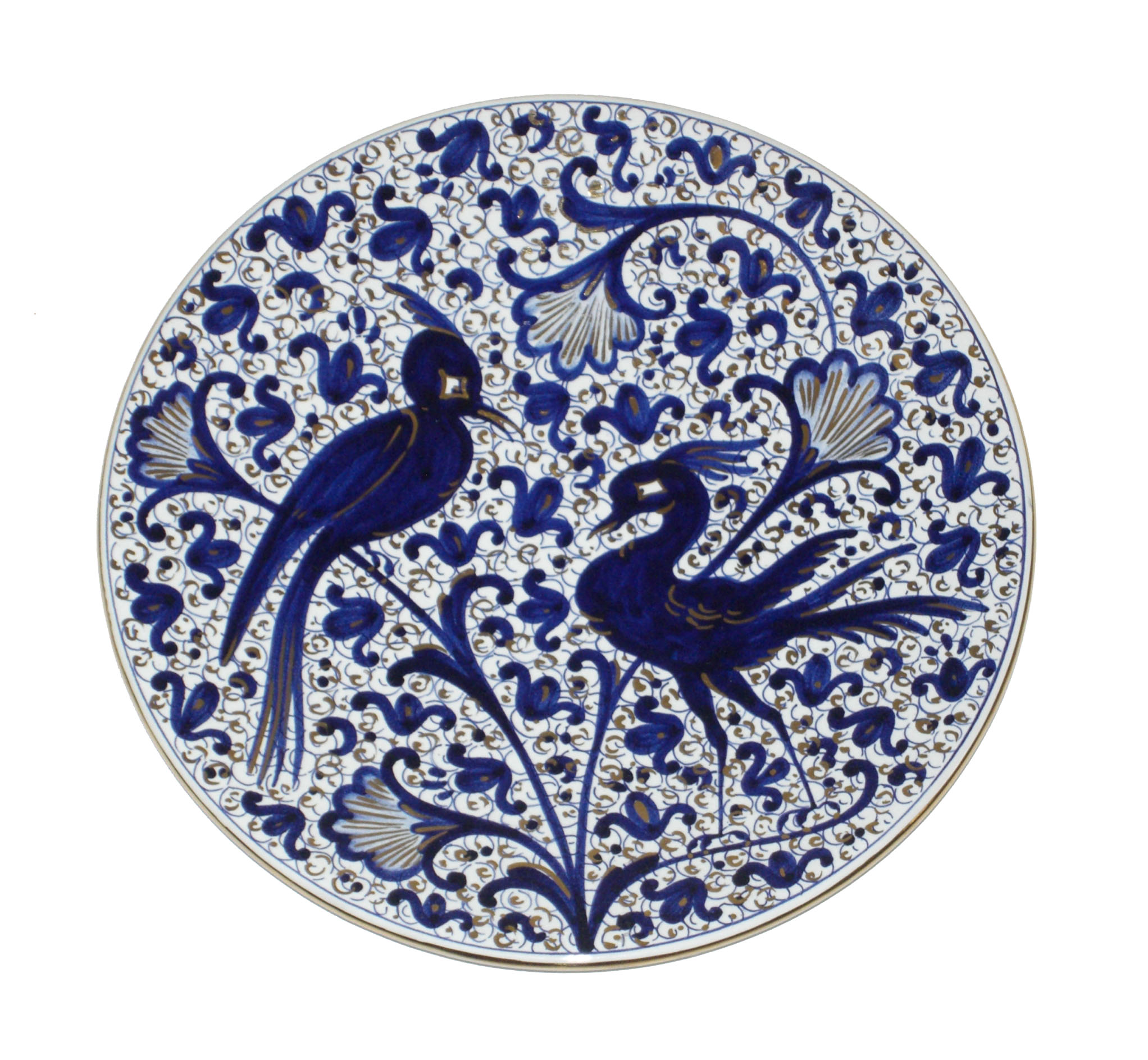
Faiança italiana de Faenza, coneguda amb el nom de majòlica, del segle XVI

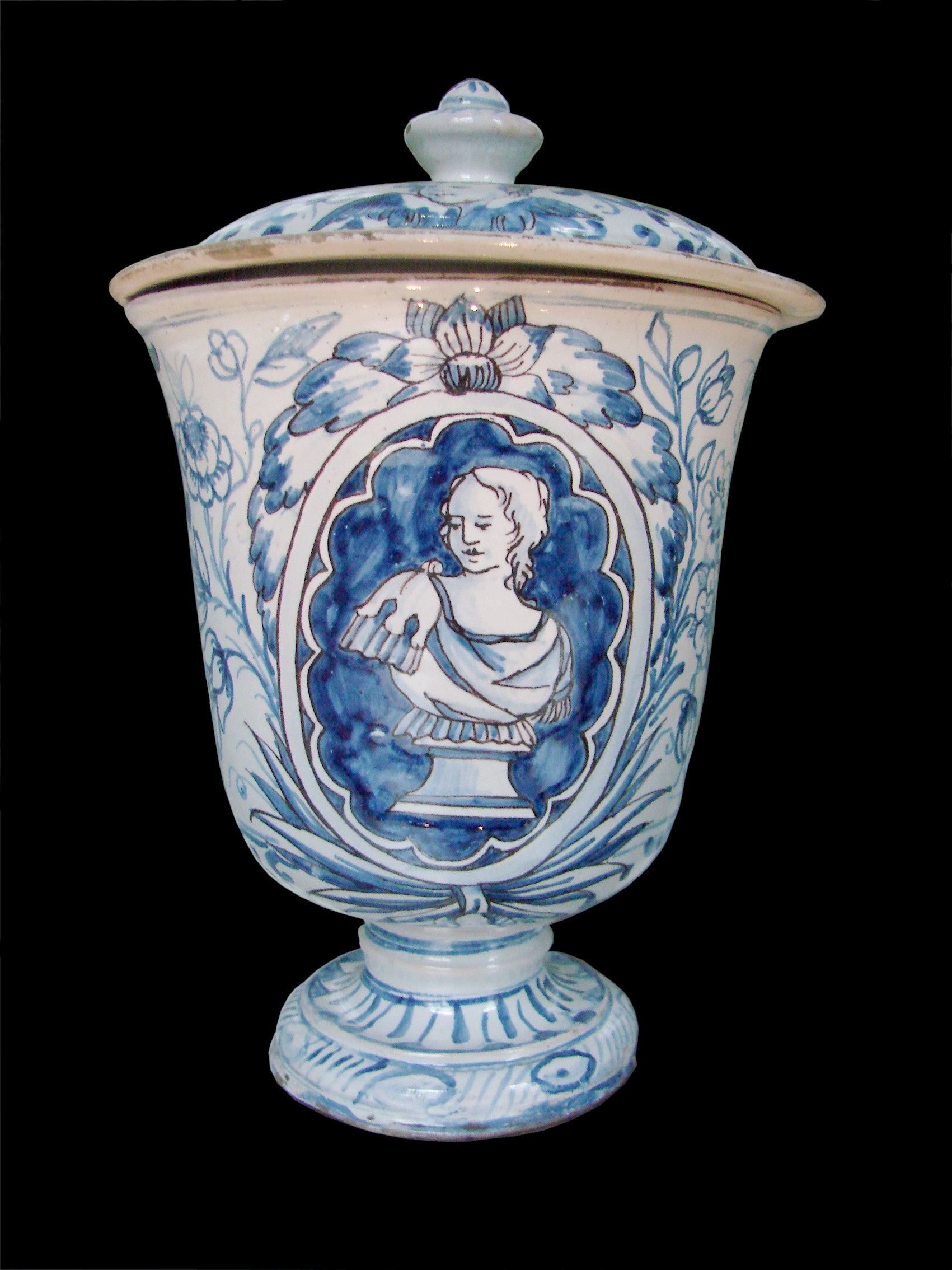
A mitjans del, la faiança de Ligúria imità la decoració holandesa i francesa

## Característiques de la faiança
La major part utilitza terra argilosa de colors ocres, encara que també s'utilitza colors més clars, fins i tot blanc. les peces de faiança són menys sonores, menys dures, menys denses i més poroses que les de gres o les de porcellana. Gràcies a la seva porositat natural, absorbeixen més fàcilment els líquids que altres ceràmiques. Per tal de fer-les impermeables, s'ha d'aplicar un esmalt a base d'estany que fa que la peça esdevingui més blanca i opaca.
La faiança pot ser tècnicament tan fina com la porcellana, encara que no sigui translúcida i sigui fàcilment escantellada. Fins al segle xviii, la faiança fou utilitzada per a imitar la porcellana xinesa; aquest fou el cas de la faiança de Delft.

## Tipus de faiances
Les faiances:
- «De foc gran»: quan la decoració es posa, després d'una precocció, directament sobre l'esmalt estannífer polsegós, que l'absorbeix sense possibilitat de correcció. Els colors es produeixen per òxids metàl·lics i n'estan limitats a cinc (blau de cobalt, bru-violeta, vermell, verd i groc). Després, s'aplica una cocció definitiva a les peces.
- «De foc petit» (final del segle XVII): la decoració es posa sobre l'esmalt estannífer cuit. És més fàcil de posar i els colors són més delicats (rosa, or, verd clar), ja que la cocció final és menys elevada.
- «Faiança fina»: tècnica d'origen anglès: sobre la pasta molt fina i blanca, la decoració es recobreix d'un vernís de plom (transparent).

Hi ha molts tipus de faiança, segons l'origen. Així, és molt coneguda la faiança italiana anomenada majòlica, la faiança francesa, anglesa, la faiança espanyola i la portuguesa.
La faiança feta a l'estat espanyol il·lustra les primeres passes d'aquesta tècnica a Europa, amb les famoses peces de l'Alhambra fetes entre el 1380 i el 1400 de transmissió mudèjar, i les cèlebres peces produïdes a Paterna durant el segle xiv i València durant el segle xv, coneguda com la faiança llustrada.